# Corinto (Minas Gerais)
Corinto é um município brasileiro do estado de Minas Gerais. Sua população recenseada em 2022 era de 23 532 habitantes. O município é parte integrante da região do Médio Rio das Velhas, na zona do Alto São Francisco. A cidade é conhecida como "A terra dos cristais" e "Centro das Gerais", título que o município disputa com suas vizinhas Curvelo e Morro da Garça. 
A área do município é de 2.524,503 km². A sua emancipação deu-se por conta de lei estadual nº 843, de 7 de setembro de 1923, sendo instalada no ano seguinte, havendo dúvidas se no dia 20 do mês de junho ou de julho daquele ano.

## História
A região originalmente habitada por índios Coroados começou a receber baianos e paulistas com sua pecuária e agricultura de subsistência a partir do século XVII, antes da descoberta das minas.
No pouso de tropeiros chamado "Paragem do Curralinho" ou simplesmente "Curralinho" foi erigido um Cruzeiro, que existe até hoje, em 1883. Esse povoamento foi transformado em distrito de Curvelo no ano de 1891 após a doação de terras feita pelo então coronel da Guarda nacional Ricardo Gregório de Souza.
O distrito foi elevado à categoria de município pela lei estadual 843 de 7 de setembro de 1923.
O que motivou a emancipação foi o desenvolvimento provocado pela chegada à região da Estrada de Ferro Central do Brasil.
Em Corinto, foi instalado um entroncamento de linhas que propiciavam a interligação do Rio de Janeiro com vários pontos do país.
Por sua posição central, a cidade abrigou oficinas de conserto e manutenção de trens e trilhos que atendiam toda a região, além de uma escola ferroviária.
 

A fase de florescimento começou a desacelerar na década de 60, quando cessaram os investimentos nas ferrovias. 